# Çaybeyi, Oğuzeli
Çaybeyi là một xã thuộc huyện Oğuzeli, tỉnh Gaziantep, Thổ Nhĩ Kỳ. Dân số thời điểm năm 2011 là 322 người.